# Andrij Romanovyč Chomyn
Andrij Romanovyč Chomyn (in ucraino Андрій Романович Хомин?, traslitterazione anglosassone: Andriy Romanovych Khomyn; Ivano-Frankivs'k, 24 maggio 1968 – 29 settembre 1999) è stato un calciatore sovietico dal 1991 ucraino, di ruolo difensore.

## Carriera

### Club
In epoca sovietica militava nel Prykarpat'e Ivano-Frankivs'k, squadra con la quale ha disputato per la prima volta il neonato Campionato ucraino di calcio; con la stessa squadra, dopo aver subito una retrocessione, vinse Perša Liha 1993-1994, ottenendo una promozione. Passò quindi alla Dinamo Kiev con cui vinse tre campionati e una coppa nazionale. Tornò per una stagione al Prykarpat'e Ivano-Frankivs'k, per poi passare al Vorskla Poltava, club in cui militò per tre stagioni.
Tornato al Prykarpat'e Ivano-Frankivs'k, morì il 29 settembre 1999 in un incidente stradale.

### Nazionale
Ha esordito con la nazionale maggiore il 16 ottobre 1993 nell'amichevole contro gli Stati Uniti. Ha totalizzato in tutto sei presenze con la maglia della nazionale ucraina.
Ha giocato anche due partite con il Turkmenistan nel 1998, segnando una rete.

## Palmarès

### Club
- Campionato ucraino: 3

Dinamo Kiev: 1993-1994, 1994-1995, 1995-1996
- Coppe d'Ucraina: 1

Dinamo Kiev: 1995-1996
- Perša Liha: 1

Prykarpat'e Ivano-Frankivs'k: 1993-1994